# Greenland Cup
La Greenland Cup è stata una competizione calcistica regionale disputata tra le selezioni nazionali della Groenlandia, delle Fær Øer e dell'Islanda. Il torneo si è svolto per cinque edizioni, dal 1980 al 1984.
La competizione rappresentava un'opportunità per le nazionali delle tre nazioni insulari di confrontarsi tra loro sul campo da calcio. Oltre a promuovere il calcio nelle rispettive regioni, la Greenland Cup offriva l'opportunità di sviluppare relazioni sportive e culturali tra i tre territori.
Il formato del torneo prevedeva generalmente partite di andata e ritorno tra le squadre partecipanti, con le partite che si svolgevano in ciascun paese. Le squadre giocavano contro tutte le altre squadre partecipanti per determinare il vincitore.
Tuttavia, dopo il 1984, la Greenland Cup non è stata più disputata regolarmente.